# Diputació Provincial d'Almeria
La Diputació Provincial d'Almeria és una institució pública que presta serveis directes als ciutadans i dona suport tècnic, econòmic i tecnològic als ajuntaments dels municipis de la província de Almeria, en la comunitat autònoma d'Andalusia. A més, coordina alguns serveis municipals i organitza serveis de caràcter supramunicipal. Té la seu central al carrer Navarro Rodrigo 17 de la ciutat d'Almeria, un edifici d'estil eclèctic de finals del segle xix, dissenyat per l'arquitecte Trinidad Cuartara. Actualment el president de la Diputació és Javier Aureliano García Molina (PP) des de gener de 2019.

## Serveis de Diputació
- Butlletins Oficials, Biblioteca i Hemeroteca, en seu central.
- Protecció Civil, a carretera de Ronda, 216.
- Residencia Asistida de Ancianos, a carretera del Mami, s/n, La Cañada de San Urbano.
- Secció d'Assessorament en Recursos Humans i Desenvolupament Local, en carrer Juan Leal, 6 1r B.
- Servei Provincial de Drogodependències i Addiccions, en passeig de San Luis, s/n.
- Serveis Socials Comunitaris, en carrer Reyes Católicos, 12.
- Viver Provincial, en carretera del Mami, s/n, La Cañada.

## Organismes Autònoms i Empreses
- A.C.L. Radio - Agencia de Comunicación Social, a seu central.
- Empresa Provincial para la Vivienda, S.L., a seu central.
- Instituto Almeriense de Tutela, a seu central.
- Instituto de Estudios Almerienses, a Plaça Julio Alfredo Egea, 3.
- Patronat pel Centre Associat de la UNED, a seu central.
- Patronat Provincial de Turisme, a plaça Bendicho, s/n.

## Consorcis
- Bomberos del Poniente, a Polígono Industrial La Redonda, calle II, 36 dEl Ejido.
- Almanzora-Levante para la Recogida y Tratamiento de Residuos Sólidos Urbanos y Agrícolas, carrer Embajador Inocencio Arias, 4 2º A de Albox.
- Gestión de Residuos del Sector II, al carrer Hermanos Machado, 27 d'Almería.

## Llista de presidents
- 1995-2003: Luis Rogelio Rodríguez-Comendador (PP)
- 2003-2007: José Añez (PP i des de 2005, Partido de Almería)[1]
- 2007-2011: Juan Carlos Usero López (PSOE)[2]
- 2011-2019: Gabriel Amat Ayllón (PP)
- 2019-actualitat: Javier Aureliano García Molina (PP)